# Großsteingrab Ganløse 2
Das Großsteingrab Ganløse 2 war eine megalithische Grabanlage der jungsteinzeitlichen Nordgruppe der Trichterbecherkultur im Kirchspiel Ganløse in der dänischen Kommune Egedal. Es wurde 1874 archäologisch untersucht und im späten 19. oder frühen 20. Jahrhundert zerstört.

## Lage
Das Grab lag nordnordwestlich von Ganløse und südlich des Hofs Bastbjerggård auf einem Feld. In der näheren Umgebung gibt bzw. gab es zahlreiche weitere megalithische Grabanlagen.

## Forschungsgeschichte
Im Jahr 1874 führte Andreas Peter Madsen eine archäologische Grabung durch. Bei einer weiteren Dokumentation der Fundstelle durch Mitarbeiter des Dänischen Nationalmuseums im Jahr 1942 waren keine baulichen Strukturen mehr auszumachen. 

## Beschreibung

### Architektur
Die Anlage besaß eine ost-westlich orientierte rechteckige Hügelschüttung mit einer Länge von mindestens 20 m und einer Breite von 8 m. Von der Umfassung waren 1874 noch acht Steine erhalten.
Der Hügel enthielt zwei Grabkammern. Die erste war 6,5 m vom östlichen Ende des Hügel entfernt und ist wohl als Urdolmen anzusprechen. Sie war nord-südlich orientiert und hatte einen rechteckigen Grundriss. 1874 waren noch die beiden Wandsteine an den Langseiten sowie ein Eingangsstein an der südlichen Schmalseite erhalten. Der nördliche Abschlussstein und der Deckstein fehlten. Die Lücken zwischen den Steinen waren mit Trockenmauerwerk verfüllt. Hierzu gehörte auch ein schmaler, aufrecht stehender Stein an der Südostecke. Der Kammerboden bestand aus einer Schicht Feuerstein-Grus. Die Kammer war bis zu einer Höhe von 1,1 m mit Erde und hand- bis kopfgroßen Steinen verfüllt. Es waren zwei sekundäre Bodenpflaster eingezogen worden. Das obere Pflaster bestand aus regelmäßigen, sorgfältig zusammengefügten Steinen.
Die zweite Kammer befand sich 2,5 m vom westlichen Ende des Hügels entfernt und ist wohl ebenfalls als Urdolmen anzusprechen. Sie war nord-südlich orientiert und hatte einen rechteckigen Grundriss. 1874 waren noch der Wandstein der westlichen Langseite und der nördliche Abschlussstein erhalten.

### Funde
Madsen fand bei seiner Untersuchung in der östlichen Kammer Skelettreste von mindestens vier Individuen, darunter einem zehnjährigen Kind.
An Grabbeigaben wurden in der östlichen Kammer vier Feuerstein-Dolche, ein Schieferanhänger, Bruchstücke eines Trichterbechers, Bruchstücke eines Ösenbechers, eine Bernstein-Perle und ein geschwungener endneolithischer Becher gefunden. Die Perle ist nicht erhalten, alle anderen Funde befinden sich heute im Dänischen Nationalmuseum.